# Lil Boo Thang
Lil Boo Thang is een nummer van de Amerikaanse rapper Paul Russell uit 2023. Het is de eerste single van zijn ep Again Sometime?.

## Achtergrondinformatie
"Lil Boo Thang" is een vrolijk nummer waarin Russell zijn vriendin omschrijft als een "Boo Thang". Hij zal zijn vriendin altijd steunen en liefhebben, aangezien zij hem vreugde en geluk geeft. Russell beschrijft hoe perfect dit meisje is. Het kan hem niets schelen wat anderen over haar zeggen, omdat hij toch altijd van haar zal houden.
Het nummer is gebaseerd op samples uit Best of My Love van The Emotions; de melodie van deze discohit uit de 70's is te horen gedurende het hele nummer, in de brug zingt Russell ook het refrein. Vanwege de samples staan Maurice White en Al McKay van Earth, Wind & Fire ook op de credits vermeld als schrijver. Russell vertelde aan Billboard dat hij "Lil Boo Thang" schreef toen hij "op een donderdagmiddag gestrest was, en hij daarom gewoon wat muziek draaide waar hij blij van werd".
Toen Russell "Lil Boo Thang" deelde op TikTok, werd het daar al snel een hit. De populariteit van het nummer leverde Russell een platencontract op bij Arista Records. Bij dit label bracht hij het nummer op single uit. De plaat werd een bescheiden hit in Amerika en bereikte de 14e positie in de Billboard Hot 100. Ook in een aantal Europese landen werd het nummer een (bescheiden) succes. In Nederland bereikte het de 13e positie in de Tipparade, terwijl in de Vlaamse Ultratop 50 de 32e positie werd gehaald.

## Tracklijst
Muziekdownload
1. "Lil Boo Thang" - 1:54